# Waldrik Udema
Waldrik Udema (Coevorden, 2 maart 1909 – Roden, 3 april 1980) was tijdens de Tweede Wereldoorlog enkele jaren burgemeester van de Drentse gemeente Zuidwolde. Hij was lid van de NSB.

## Leven en werk
Udema werd in 1909 in Coevorden geboren als zoon van de veehandelaar Geert Udema en Jantje Vorenkamp. Hij groeide op in Gieten, waar zijn vader werkzaam was in de slachterij van zijn familie Udema. Hij stond zijn vader enige jaren bij als exporteur van vee. Van 1931 tot 1940 exploiteerde Udema een hotel en een likeurstokerij in Dalen. In 1940 werd hij provinciaal leider van de NVV in de provincie Groningen. Ruim een jaar later werd hij de leider van de Deutsche Arbeitsberatung voor de noordelijke provincies, een organisatie die inlichtingen verschafte aan arbeiders die in Duitsland wilden werken. Op 10 april 1943 werd Udema geïnstalleerd als burgemeester van Zuidwolde als opvolger van de NSB-burgemeester Harm Boelems.
Udema trouwde in 1931 met Hendrika Gezina Bos, dochter van de hotelhouder Hendrik Bos en Hendrika Smits. Zijn schoonvader was een vooraanstaand lid van de NSB in Drenthe, die gezien [werd] als een specialist op het gebied van "oude volksgebruiken betreffende het boerenleven in Drenthe".
In het kader van de zuiveringsmaatregelen na de Tweede Wereldoorlog werd Udema per 7 april 1945 geschorst en per 11 april 1945 ontslagen als burgemeester van Zuidwolde. In de zitting van het Bijzonder Gerechtshof van Assen werd op 13 februari 1947 18 jaar gevangenisstraf tegen hem geëist en ontzetting uit de kiesrechten. Het gerechtshof veroordeelde hem conform de gestelde eis. De Bijzondere Raad van Cassatie verwees zijn zaak in december 1947 terug voor hernieuwd onderzoek naar het gerechtshof. Uiteindelijk werd Udema door de Raad van Cassatie veroordeeld tot 12 jaar gevangenisstraf met aftrek van voorarrest.
Udema overleed in 1980 op 71-jarige leeftijd in Roden.